# Erik IV van Saksen-Lauenburg
Erik IV van Saksen-Lauenburg (circa 1354 - 21 juni 1411) was van 1368 tot 1401 hertog van Saksen-Ratzeburg-Lauenburg en van 1401 tot aan zijn dood hertog van Saksen-Lauenburg. Hij behoorde tot het huis Ascaniërs.

## Levensloop
Erik IV was de zoon van hertog Erik II van Saksen-Ratzeburg-Lauenburg en Agnes van Holstein-Kiel, dochter van graaf Johan III van Holstein-Kiel. Al van jongs af aan werd hij door zijn vader betrokken in regeringszaken. In 1368 volgde hij zijn vader op als hertog van Saksen-Ratzeburg-Lauenburg.
Sinds 1363 hadden zijn vader Erik II en hertog Albrecht V van Saksen-Bergedorf-Mölln een vete met naburige staten: het prinsaartsbisdom Bremen, de rijksstad Hamburg, het graafschap Schaumburg en het graafschap Holstein-Kiel. In 1378 verzoenden prins-aartsbisschop Albrecht II van Bremen en Erik IV zich nadat Erik was gehuwd met Albrechts nicht Sophia. Erik IV en Albrecht II ondertekenden daarop een vredesverdrag, waarbij ze afspraken om eventuele verdere disputen in de toekomst niet meer op te lossen met geweld. Hierbij werd vooral gekeken naar de Saksische enclave land Hadeln, dat aan het prinsaartsbisdom Bremen grensde.
Tussen 1392 en 1398 liet Erik IV het kanaal van Stecknitz construeren, om zo via de Elbe en de Trave de Noordzee en de Oostzee met elkaar te verbinden. Dit was het eerste Europese kanaal dat een waterscheiding overstak en was vooral belangrijk voor de handel in de volledige Baltische Rand. In 1400 bevestigde Erik IV de aankoop van Ritzebüttel door de stad Hamburg, die voorheen in handen was van de lokale Lappe-vazallen. Reeds in 1394 had Hamburg het fort van Ritzebüttel veroverd om het als bolwerk te gebruiken ter bescherming van de monding van de Elbe. 
In 1401 erfde Erik IV het hertogdom Saksen-Bergedorf-Mölln na de dood van zijn neef in de tweede graad Erik III. Erik IV kon hierdoor de twee zijhertogdommen van Saksen-Lauenburg herenigen, maar hij besloot de regering van het herenigde Saksen-Lauenburg te delen met zijn zonen Erik V en Johan IV. Het grootste deel van Saksen-Bergedorf-Mölln was echter niet meer in handen van de Ascaniërs, zoals de heerlijkheid Mölln, de heerlijkheid Bergedorf, de Vierlande, de helft van het Saksische Woud en de stad Geesthacht, die tijdens het bewind van Erik III allemaal waren verpand aan de stad Lübeck.
Erik III had de stad Lübeck de toestemming gegeven om na zijn dood bezit te nemen over deze gebieden totdat zijn erfopvolgers het krediet van 26.000 Lübeckse marken konden terugbetalen, waarna deze gebieden terug naar Saksen-Lauenburg zouden gaan. Erik IV wilde daar echter niets van weten en veroverde samen met zijn zoons Erik V en Johan V de verpande gebieden nog voor Lübeck ze in bezit had kunnen nemen en zonder het krediet terug te betalen. Dit leidde tot geen enkele tegenstand van Lübeck. In 1407 verpandde Erik het noordelijke deel van Land Hadeln aan Hamburg en in 1411 verpandde hij het zuidelijke deel aan Bremen. Hetzelfde jaar verpandden Erik IV en zijn zoons hun deel in de landvoogdij over de meierij Bederkesa en het kasteel van Bederkesa aan de Senaat van Bremen, inclusief alle jurisdicties in het Friese Land Wursten en in Lehe, die behoorden het eerder genoemde kasteel en de eerder genoemde landvoogdij. Het hertogdom Saksen-Lauenburg hadden hun deel in jurisdictie, landvoogdij en kasteel verworven van de Ridders van Bederkesa, die in de periode 1349-1350 grotendeels gestorven waren door de pest. 

## Huwelijk en nakomelingen
Op 8 april 1373 huwde Erik IV met Sophia (1358-1416), dochter van hertog Magnus II van Brunswijk-Lüneburg. Ze kregen tien kinderen:
- Erik V (overleden in 1436), hertog van Saksen-Lauenburg
- Johan IV (overleden in 1414), hertog van Saksen-Lauenburg
- Albrecht (overleden in 1421), kanunnik van Hildesheim
- Magnus (overleden in 1452), prins-bisschop van Cammin en prins-bisschop van Hildesheim
- Bernhard II (overleden in 1463), hertog van Saksen-Lauenburg
- Otto (overleden voor 1431)
- Agnes (overleden voor 1415), huwde in 1399 met graaf Albrecht II van Holstein
- Agnes (overleden rond 1435), huwde met hertog Wartislaw VIII van Pommeren
- Catharina (overleden in 1450), huwde eerst met heer Johan VII van Werle en daarna in 1416 met hertog Johan IV van Mecklenburg
- Sophia (overleden in 1462), huwde in 1420 met hertog Wartislaw IX van Pommeren